# 石炭井矿务局
石炭井矿务局是宁夏回族自治区煤炭工业厅下属的大型国有统配煤炭矿山，开发贺兰山石炭井焦煤煤田。

## 历史
石炭井矿区1958年开始建设，内蒙古设“岱开煤田公司”，负责矿区开发。1959年5月，国务院主持宁夏和内蒙古两个自治区在贺兰山北部的划界，原属内蒙古阿拉善左旗的“岱开”地区划归宁夏平罗县管辖。改称“岱开煤田建井公司”，开始筹建石炭井矿务局。1959年12月撤销岱开煤田建井公司，成立石炭井矿务局。
1960年7月，宁夏回族自治区决定在平罗县石炭井地区设置“大武口矿区”，大武口矿区下设大武口镇。1961年从石嘴山电厂到石炭井的输电线路架通。
1965年随着国家加强西北大三线建设战略部署，煤炭工业部西北煤炭管理局（1962年6月中央决定托拉斯试点，重建西北煤管局）从西安市区搬到了石炭井山沟，改组为贺兰山煤炭工业公司（即西北煤碳托拉斯），统一领导管理宁夏、甘肃、青海、新疆、内蒙古5省区的部属煤矿。公司党委书记高节（1913年-1970年1月），经理康志杰（1920-2012），第一副经理徐芊，副经理高亚材。选定山口外位于川地的大武口公社为公司生活基地，设“大武口供应处”。同年贺兰山煤炭工业公司由石炭井迁大武口。煤炭工业部西北煤田地质局更名为贺兰山煤炭工业公司地质勘探分公司，统一管理西北及内蒙古地区煤田地质队伍。1970年5月贺兰山煤炭工业公司解散，所辖各矿务局移交给属地省级燃料化学工业局。l983年煤炭工业部在石炭井矿务局召开了全国煤矿安全生产现场观摩会。1988年矿务局机关从石炭井区搬到山下的大武口区。
2000年，石炭井矿务局改制为为宁夏太西煤炭集团公司。2002年合并到宁煤集团公司，太西集团总部迁往银川，矿上部分工人分流到宁东煤田。2005年，宁夏煤业集团有限责任公司被神华集团股份有限公司收购，更名为神华宁夏煤业集团有限责任公司（简称为神华宁煤集团或神宁集团）。

## 组成单位
石炭井矿务局包括4个矿区：
- 石炭井矿区
  - 石炭井矿务局第一煤矿：由辽宁阜新、本溪矿务局调来的2900余人组成。1966年投产。2007年改制为宁夏金贺兰煤业有限责任公司。
  - 石炭井矿务局第二煤矿：1961年投产。2008年与宁夏金贺兰煤业有限责任公司合并，组建神华宁夏煤业集团石炭井焦煤公司。现称国家能源集团宁夏煤业有限责任公司石炭井焦煤分公司
  - 石炭井矿务局第三煤矿：1999年关闭。
  - 石炭井矿务局第四煤矿：因煤质差，矿井地质构造复杂，开采成本太高关停。
  - 李家沟煤矿
- 呼鲁斯台矿区
  - 呼鲁斯台矿
- 乌兰矿区
  - 乌兰矿：位于阿拉善左旗呼鲁斯太镇。1965年由西安煤炭设计院设计年产90万吨的国有中型煤矿，煤炭工业部（66）煤发0586号文批准首先开发乌兰斜井。1966年7月煤炭工业部第二十一工程处兴建。1975年6月30日投产。2016年春，各井口封闭，停止采煤，所有矿工分流安置到银南各矿区。
- 汝箕沟矿区：生产无烟煤“太西煤”。2013年11月1日，汝箕沟矿区的大峰矿、汝箕沟矿、白芨沟矿被整合为宁煤公司汝箕沟无烟煤分公司。[6]
  - 白芨沟矿
  - 大峰矿：从抚顺矿务局调来的1000余人接收。2007年12月20日，大峰矿羊齿采区通过大爆破，使该矿区由井下开采改为露天开采，能多采1440万吨太西煤。
  - 汝箕沟矿
- 大武口洗煤厂：由于焦煤的含硫量比较高，必须要精洗才能给酒钢、包钢炼焦。1966年筹建洗煤厂，从黑龙江省双鸭山洗煤厂调来500人施工。
- 总机修厂
- 总仓库
- 大武口煤炭职工医院： 1969年10月天津市第四人民医院成建制地迁来。
- 石炭井矿务局职工医院
- 综合工程处
- 石炭井矿务局农业指挥部（农指）/石炭井矿务局农林处/石炭井矿务局农场/五七农场：在石炭井沟口的碱滩上共开垦荒地2万多亩，建成引黄灌溉工程，修筑20多公里防洪堤坝。1975年煤炭工业部在石炭井矿务局召开全国煤矿农副业生产现场会。